# Therese Löf
Therese Löf Amberg es el nombre de una cantante sueca. Desarrolló su formación académica en la Musikaliska Akademin de Estocolmo.
Su carrera musical comenzó al entrar a formar parte de la conocida formación musical, One More Time. Con dicha formación, publicó el sencillo y álbum de nombre Highland, con los cuales consiguió un gran éxito internacional, realizando giras por el norte de Europa y obteniendo premios en países tales como Bélgica o Sudáfrica.
En 1992, y antes de abandonar dicha formación, participó con un tema compuesto por dicho grupo en el Melodifestivalen. Su tema «Ingenting går som man vill» («Nada es como se quiere») consiguió la sexta posición, compartida con otros cuatro temas.
Tras salir de One More Time, trabajó como corista de la formación E-Type, de la cantante Carola y en el Melodifestivalen 2002. 
Desde el otoño de 2004 colabora con Benny Andersson y Björn Ulvaeus en el espectáculo Mamma Mia! de Estocolmo.